# نوتردام دى سيون
كلية نوتردام دى سيون مدرسة فرنسية في الإسكندرية، أنشات سنة 1880 بحي جليم، ومن أشهر خريجاتها الملكة فريدة.

## وصلات خارجية
- الموقع الرسمي للكلية